# Borda de Servent (Rivert)
La Borda de Servent és una borda del terme municipal de Conca de Dalt, dins de l'antic terme de Toralla i Serradell. Pertany al poble de Rivert.
Està situada al sud-est de Rivert, a la dreta del barranc de Sensui, a llevant de la partida de Roderes i al damunt i al sud-oest de los Bacs. És a l'extrem sud-est del Serrat de Sant Joan.